# Принцесса Елизавета (яхта)
«Принцесса Елизавета», «Принцесса Елизабет», «Елизавета», «Елизабета» или «Елизабет» — придворная золочёная яхта Российского императорского флота, несла службу в составе Балтийского флота.

## Описание судна
Парусная деревянная золоченая яхта. Экипаж судна состоял из 20 человек.
Помимо яхты в составе Российского императорского флота нёс службу бот Каспийской флотилии с именем «Принцесса Елизавета» и 3 парусных и парусно-гребных судна с именем «Елизавета», включая шхербот Сибирской флотилии, гекбот Каспийской флотилии и гребной фрегат Балтийского флота. Ещё 3 судна носили имя «Святая Елизавета», включая бригантину Сибирской флотилии, шняву и гекбот Каспийской флотилии, также 7 судов носили имя «Елисавета»: парусный линейный корабль 1795 года постройки, два фрегата 1828 и 1841 годов постройки, бригантина 1824 года постройки, бриги 1804 и 1821 годов постройки и парусный транспорт, купленный в 1821 году, помимо этого один парусный транспорт носил имя «Елизабета» и один галиот «Елизабет-Екатерина».

## История службы
Яхта «Принцесса Елизавета» была заложена в Санкт-Петербургском адмиралтействе и после спуска на воду в 1723 году вошла в состав Балтийского флота России. Сведений о корабельном мастере, построившем судно не сохранилось.
В августе и сентябре 1724 года принимала участие в церемонии переноса мощей святого Александра Невского из Шлиссельбурга в Санкт-Петербург. С 1725 по 1727 год совершала плавания между Санкт-Петербургом и Кронштадтом, в том числе в 1725 году была назначена для переезда из Санкт-Петербурга в Кронштадт «грузинского принца», а в июле 1727 года сопровождала из Санкт-Петербурга в Кронштадт герцога Голштинского. В 1730 году на яхте из Санкт-Петербурга в Кронштадт и обратно совершали поездки адмиралы и высокопоставленные чиновники, а во время коронации Анны Иоановны яхта стояла на Неве.
В 1732 году совершала плавания между Санкт-Петербургом, Петергофом, Ораниенбаумом и Кронштадтом, а также доставила в Санкт-Петербург китайского посланника. В 1734 году яхта лавировала по Неве, принимала участие в салютах, ходила в Петергоф и Кронштадт. В 1736 году вновь лавировала по Неве, принимала участие в церемонии спуска судов и в торжественных мероприятиях по случаю взятия Азова, а также перевозила в Петергоф и Кронштадт послов и вельмож.
Ежегодно с 1737 по 1741 год весной находилась на стоянке напротив Зимнего Дворца, а летом совершала плавания в Петергоф и Кронштадт. В 1741 году на яхте из Шлиссельбурга в Санкт-Петербург был доставлен турецкий посланник. В августе 1745 года «Принцесса Елизавета» принимала участие в торжественных мероприятиях по случаю бракосочетания наследника российского престола Петра Фёдоровича и принцессы Софии Августы Фредерики Ангальт-Цербстской, а 30 августа (10 сентября) того же года сопровождала ботик Петра I вниз по Неве.
Всю навигацию 1746 года яхта стояла у Зимнего Дворца на Неве. В 1748 году также стояла на Неве и совершала плавания в Петергоф.
Сведений о судне после 1748 года не найдено.

## Командиры судна
Командирами яхты «Принцесса Елизавета» в разное время служили:
- капитан 1-го ранга З. Д. Мишуков (август и сентябрь 1724 года)[11];
- лейтенант А. Зверев (1725 год)[12];
- лейтенант Д. Герценберг (август 1726 года)[13];
- унтер-лейтенант В. А. Измайлов (1727 год)[14];
- унтер-лейтенант С. Муравьев (1732 год)[8];
- мичман Ф. Дубровин (1735 год)[15];
- мичман И. Колемин (до июня 1736 года и в 1738 году)[16];
- мичман А. Акинфов (с 17 (28) июня 1736 года)[17];
- мичман А. Колычев (1737 год)[18];
- мичман в ранге сухопутного поручика Н. Молчанов (1738 год)[19];
- мичман А. Охотников (1739 год)[20];
- мичман С. Болотников (1740 год)[21];
- мастер ранга подполковника М. де Реснер (1741 год)[10];
- лейтенант И. A. Елагин (1743 год)[22];
- мичман в должности лейтенанта С. И. Челюскин (1746 год)[23];
- мичман М. А. Борисов (1748 год)[24].

### Комментарии
1. ↑  Время закладки не установлено.